# Vier Leben
Vier Leben (Originaltitel: Le quattro volte) ist ein italienischer Film von Michelangelo Frammartino aus dem Jahr 2010. Der Film schildert das Leben in der abgelegenen Bergstadt Caulonia in Süditalien.

## Handlung
Der Film hat keine Dialoge und keinen Kommentar, stattdessen begleitet die Kamera stumm einen alten Ziegenhirten, der in den einsamen kalabrischen Bergen sein Tagwerk verrichtet. Den Tag verbringt er auf der Weide bei seinen Ziegen, in der Abenddämmerung macht er sich auf den Weg nach Hause. Eine kleine Ziege wird geboren und wächst heran.
Für den Ritus eines Dorffestes soll ein Baum gefällt werden; dafür wird eine mächtige Tanne ausgewählt. Köhler verarbeiten das Holz in traditionellem Verfahren zu Kohle.

## Kritik
Der Film erhielt weitreichende Anerkennung unter Kritikern. Bei Rotten Tomatoes sind 93 % der Kritiken positiv bei insgesamt 54 Kritiken. Im Kritikerkonsens heißt es: „In Vier Leben geht es um Geburt, Tod und Veränderung; der Film ist eine tiefgründige und oft lustige Meditation über die Kreisläufe des Lebens auf Erden.“ (englisch: „Birth, death, and transformation are examined in Le Quattro Volte, a profound and often funny mediation on the cycles of life on earth.“)
Der Filmdienst urteilte, aus „vier Kapiteln, vier Existenzen“ destilliere die Inszenierung „einen stillen, enigmatisch-kontemplativen Film, der mit unprätentiösen Bildern die Lebensumstände in der süditalienischen Bergwelt“ erkunde und zum „Nachdenken und Philosophieren über den Kreislauf des Lebens sowie das Miteinander von Mensch und Natur“ anrege.